# Bill Thompson
William Gordon (Bill) Thompson (Glasgow, 10 augustus 1921 – 26 december 1986) was een Schots voetbalspeler- en trainer. Als speler kwam hij uit voor Portsmouth. Als trainer was hij in Nederland werkzaam voor Sparta Rotterdam en HFC Haarlem.   

## Spelersloopbaan
Thompson speelde als verdediger en was onderdeel van de selectie van Portsmouth FC die in 1949 en 1950 Engels landskampioen werd. Zijn enige doelpunten voor de club kwamen op de laatste dag van het seizoen 1949/50, toen hij door afwezigheid van Ike Clarke als aanvaller speelde. Thompson en zijn ploeggenoten moesten Aston Villa verslaan om er zeker van te zijn dat ze Wolverhampton Wanderers op doelsaldo zouden voorblijven. Thompson scoorde tweemaal en leverde zo een bijdrage aan de 5-1 overwinning en het kampioenschap. Hij speelde nadien in de Football League voor Bournemouth & Boscombe Athletic en in non-league voetbal voor Guildford City.

## Trainersloopbaan
Thompson nam de functie van manager van Guildford City over tegen het einde van het Southern League-seizoen 1955/56, waarin ze de titel wonnen. In de zomer van 1957 werd hij verkozen boven meer dan dertig sollicitanten voor de functie van manager bij Exeter City, toentertijd spelend in de Third Division South. Het verblijf was van korte duur. Hij hield het slechts vol tot januari 1958. Exeter City kondigde aan dat trainer en club in onderling overleg uit elkaar waren gegaan, hoewel Thompson zelf zei dat hij was ontslagen. Van de 28 wedstrijden die Exter speelde onder leiding van Thompson, werd er 7 keer gewonnen. Een paar dagen later werd hij benoemd tot manager van Southern League-club Worcester City, waarmee hij in het seizoen 1958/59 in de FA Cup won van Liverpool, dat toendertijd op het tweede niveau opereerde. In 1961 fungeerde Thompson korstondig als interimtrainer van Portsmouth FC, na het ontslag van Freddie Cox. 

### Sparta Rotterdam

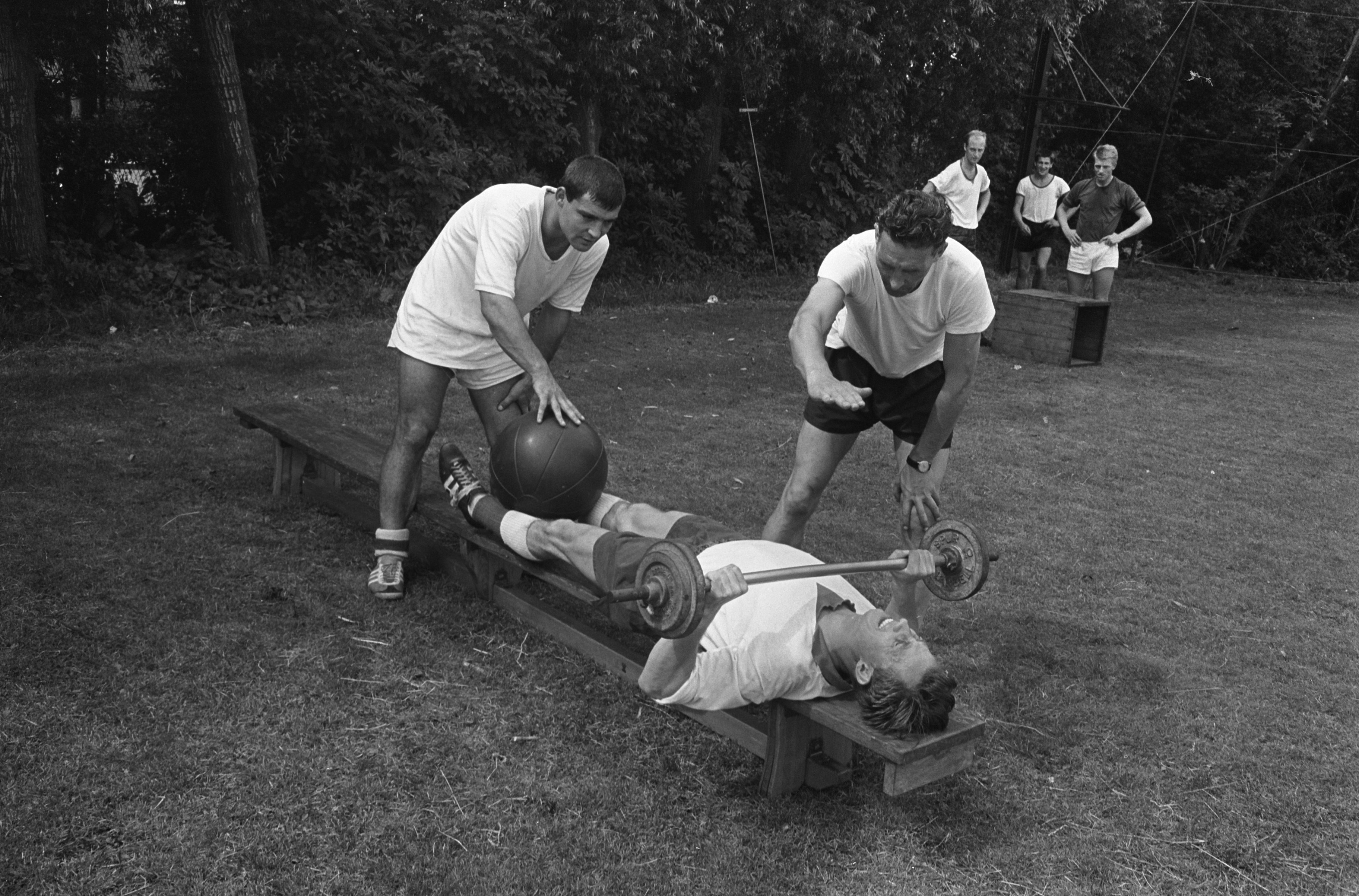
Thompson (zwarte korte broek) als manager bij Sparta (1965)

Op 1 juli 1963 startte Thompson als nieuwe trainer van Sparta Rotterdam, als opvolger van Denis Neville. Het eerste seizoen eindigde Sparta met Thompson vier punten boven de degradatiestreep, ondanks dat het seizoen ervoor nog afgesloten was met een derde plaats. Het volgende seizoen verliep beter. Thompson en zijn mannen werden vijfde en Sparta mocht meedoen in de International Football Cup de voorloper van de Intertoto Cup. Tegen het einde van het seizoen 1965/66 kwam zijn dienstverband ten einde, mede doordat hij in conflict was gekomen met het toenmalige bestuur van de club. In februari werd al aangekondigd dat zijn aflopende contract na afloop van het seizoen niet verlengt zou worden, maar de oefenmeester zou uiteindelijk voor het einde van het seizoen ontslagen worden. Vier wedstrijden voor het einde, na een 0-3 thuisnederlaag tegen Go Ahead, werd de Schot vervangen door zijn assistent Daaf Westhoven. Onder Westhoven won Sparta in de halve finale van de KNVB beker van PSV en wist het op 25 mei de beker te winnen door in de finale ADO te verslaan dankzij een treffer van Ole Madsen.

### HFC Haarlem
Voor het seizoen 1970/71 werd Thompson aangesteld bij Eredivisionist HFC Haarlem, als opvolger van de naar Go Ahead vertrokken Engelsman Barry Hughes. Op 6 januari 1971 vertrok Thompson bij HFC Haarlem, in persoonlijk overleg met het bestuur van de Eredivisieclub. Haarlem bivakkeerde op dat moment met acht punten uit zestien wedstrijden onderaan de ranglijst. Het bestuur stelde conditietrainer Ben Holleboom, afkomstig uit de schaatswereld, naast Thompson aan; iets waar de coach niet blij mee was. Het huwelijk tussen de club en coach liep op de klippen. De jonge assistent-trainer John Eelman mocht het seizoen afmaken, hij wist echter niet te voorkomen dat Haarlem aan het einde van het seizoen in de degradatiezone eindigde.
Na zijn ontslag bij Haarlem verdween Bill Thompson in de anonimiteit. Hij overleed in december 1986.